# Código de área 315

En color azul el estado de Nueva York, en rojo la zona con código 315.

El código de área 315 es un código de área telefónica del estado de Nueva York, Estados Unidos, cuyo territorio de uso ocupa el norte de la porción central del estado, lindando con la frontera canadiense. El principal núcleo urbano es el de la ciudad de Siracusa y sus suburbios.  Otros centros de población importantes son Utica y Watertown. El 315 fue uno de los códigos de área telefónica implantados en 1947 y en 1954 fue dividido su territorio para usar el código de área 607 en la parte sur del estado.
El 315 fue uno de los códigos de área telefónica implantados en 1947 y en 1954 fue dividido su territorio para usar el código de área 607 en la parte sur del estado.

## Condados en los que presta servicio
Cayuga, Chenango, Cortland, Fulton, Hamilton, Herkimer, Jefferson, Lewis, Madison, Oneida, Onondaga, Ontario, Oswego, Otsego, Santo Lawrence, Seneca, Wayne, y Yates.